# Targa Florio 1953

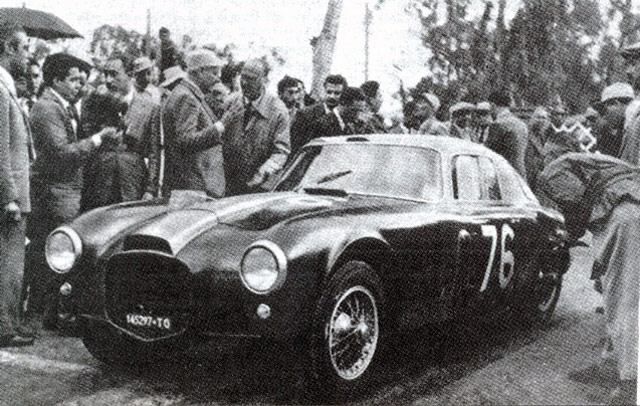
Rennsieger Umberto Maglioli im Lancia D20

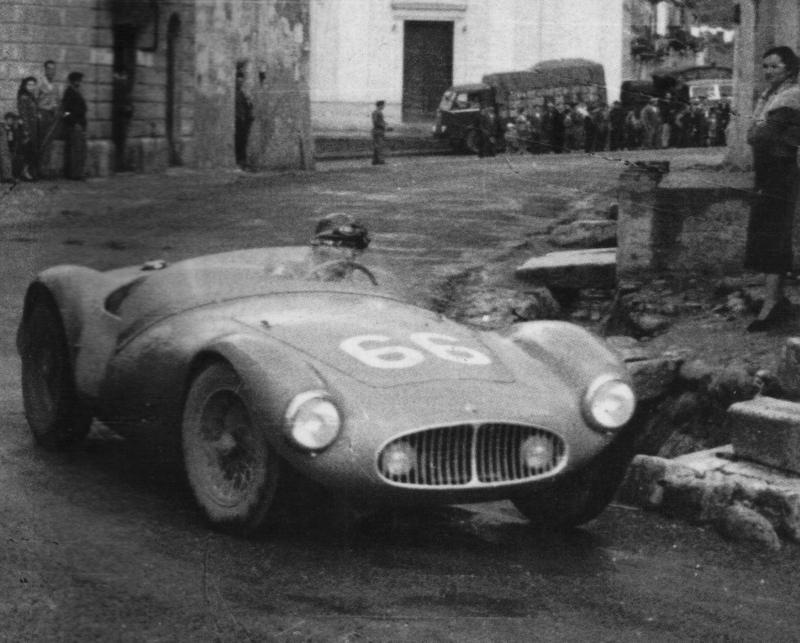
Sergio Mantovani im Maserati A6GCS

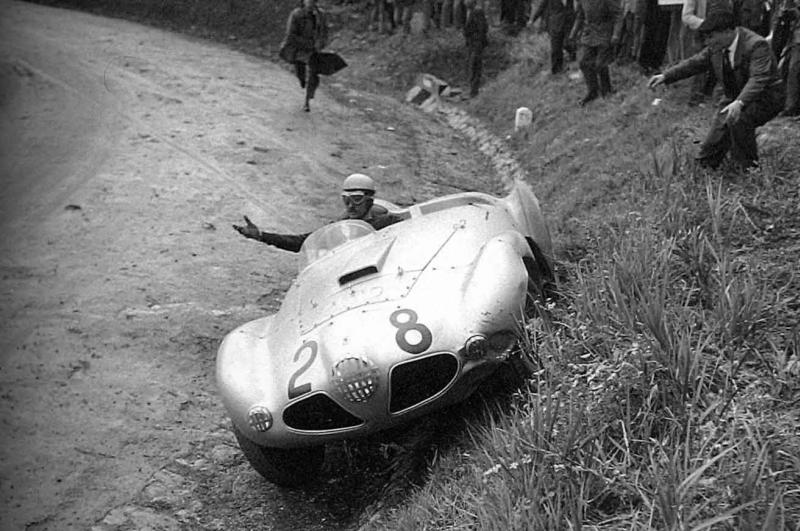
Giulio Musitelli ersucht nach einem Ausritt in seinen Ferrari 166 MM die Zuschauer um Hilfe

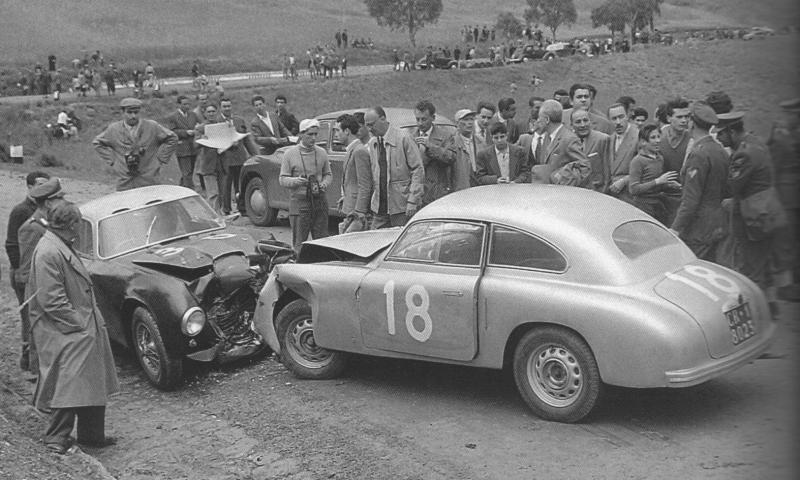
Nach dem Unfall von Felice Bonetto im Lancia D20 mit dem Fiat Stanguellini 1100 Sport von Agostino Bignami

Die 37. Targa Florio, auch XXXVII Targa Florio, auf Sizilien war ein Rundstreckenrennen über acht Runden mit einer Gesamtdistanz von 576 Kilometern. Es wurde auf abgesperrten, sonst öffentlichen Straßen ausgetragen und fand am 14. Mai 1953 statt.

## CSI und der fehlende Weltmeisterschaftsstatus
1952 beschloss der Motorsport-Weltverband CSI (Vorgänger-Organisation der heutigen FIA), ab 1953 eine internationale Weltmeisterschaft für Sportwagen einzuführen.
Die Veranstalter der Targa Florio gingen damals davon aus, dass auch ihr Rennen Teil dieser Rennserie sein würde. Vincenzo Florio musste jedoch bald erkennen, dass sein Rennen nicht zum Rennkalender der Saison 1953 zählte. Was war geschehen: Der CSI hatte in seinen Regularien festgelegt, dass pro Veranstalterland nur ein Rennen Weltmeisterschaftsstatus erhalten würde. Nachdem sich neben der Targa auch die Veranstalter des Giro di Sicilia und der Mille Miglia um diesen Status bemüht hatten, fiel die Wahl des CSI auf das 1000-Meilen-Rennen. 
In Sizilien nahm man die Entscheidung aus Paris mit Unmut zur Kenntnis. Der Umstand, nicht Teil der neuen Weltmeisterschaft zu sein, wirkte sich 1953 auch negativ auf die Meldeliste aus. Gaben 1952 noch knapp 75 Teams ihre Meldung ab, waren es ein Jahr später nur 50. Vor allem auf die Teilnahme von Werksteams mussten die Sizilianer fast vollständig verzichten. Hier konnte die Targa mit der Mille Miglia nicht Schritt halten. Alfa Romeo verzichtete auf eine Teilnahme, sodass Italien in erster Linie durch Lancia und Maserati repräsentiert war. Auch für die Scuderia Ferrari war das Rennen ein Nebenschauplatz; nur ein Werkswagen, ein 250MM mit Giulio Cabianca am Steuer, wurde gemeldet. 
Auch die britischen Teams blieben weitgehend fern. Nur Jaguar und Frazer Nash waren mit je einem Fahrzeug vertreten. Tommy Wisdom fuhr den Werks-Jaguar und bei Frazer Nash konnte der italienische Veteran Franco Cortese verpflichtet werden.

## Das Rennen
Für Lancia-Werksfahrer Felice Bonetto war das Rennen schon vor dem Start zu Ende. Zu damaligen Zeiten nicht unüblich, ging Bonetto eine Stunde vor Rennstart mit seinem Lancia D20 auf die bereits gesperrte Strecke um einiges am Wagen zu testen. Die gleiche Idee hatte Agostino Bignami mit seinem Fiat Stanguellini 1100 Sport. Allerdings fuhr dieser in entgegengesetzter Richtung zu Bonetto um den Kurs. In einer unübersichtlichen Kurve kam es zur frontalen Kollision. Beide Fahrzeuge wurden so erheblich beschädigt, dass sie nicht am Rennen teilnehmen konnten. Die beiden Fahrer blieben unverletzt. 
Das Rennen selbst wurde von Beginn an klar von Umberto Maglioli dominiert. Der damals 25-jährige Italiener siegte auf dem Werks-Lancia D20 vor den Maseratis von Emilio Giletti und Sergio Mantovani, der nach dessen Ausfall von Juan Manuel Fangio abgelöst wurde. Maglioli sollte die Targa noch zwei weitere Male für sich entscheiden. 1956 gemeinsam mit Fritz Huschke von Hanstein und 12 Jahre später mit Vic Elford im Porsche 907.

## Ergebnisse

### Schlussklassement
| 1               | S 3.0 | 76 | Scuderia Lancia           | Umberto Maglioli                    | Lancia D20                        | 8 |
| 2               | S 2.0 | 98 | Officine Alfieri Maserati | Emilio Giletti                      | Maserati A6GCS                    | 8 |
| 3               | S 2.0 | 66 | Officine Alfieri Maserati | Sergio Mantovani Juan Manuel Fangio | Maserati A6GCS                    | 8 |
| 4               | S 3.0 | 62 | Scuderia Lancia           | Luigi Valenzano                     | Lancia Aurelia B20                | 8 |
| 5               | S 3.0 | 64 | Franco Bordoni            | Franco Bordoni                      | Gordini Type 23S                  | 8 |
| 6               | S 3.0 | 70 | Scuderia Ferrari          | Giulio Cabianca                     | Ferrari 250MM                     | 8 |
| 7               | S 3.0 | 48 |                           | Franco Bornigia                     | Lancia Aurelia B20                | 8 |
| 8               | S 3.0 | 50 |                           | Roberto Bonomi                      | Ferrari 250S                      | 8 |
| 9               | S 3.0 | 22 | Antonio Stagnioli         | Antonio Stagnioli                   | Ferrari 225S                      | 8 |
| 10              | S 3.0 | 72 |                           | Antonio Pucci                       | Lancia Aurelia B20                | 8 |
| 11              | S 2.0 | 32 | Officine Alfieri Maserati | Luigi Musso                         | Maserati A6GCS                    | 8 |
| 12              | S 2.0 | 26 |                           | Domenico Tramontana                 | Alfa Romeo 1900 Ti                | 8 |
| 13              | S. 20 | 80 |                           | Nicola Musmeci                      | Alfa Romeo 1900 Ti                | 8 |
| 14              | S 750 | 14 |                           | Mario Piccolo                       | Nardi Danese                      | 8 |
| 15              | S 750 | 8  | Giuseppe Musso            | Giuseppe Musso                      | Fiat Stanguellini 750 Sport       | 8 |
| 16              | S 3.0 | 36 | Luigi Bordonaro           | Luigi Bordonaro                     | Ferrari 212 Export                | 8 |
| 17              | S 3.0 | 78 | Jaguar Cars Co.           | Tommy Wisdom                        | Jaguar XK 120                     | 8 |
| 18              | S 3.0 | 34 |                           | Francesco Toia                      | Lancia Aurelia B20                | 8 |
| 19              | S 750 | 16 |                           | Mario Ricci                         | Lancia Frediani 750 Sport         | 8 |
| 20              | S 2.0 | 86 |                           | Jean-Paul Kecks                     | Porsche 356 1500                  | 8 |
| 21              | S 2.0 | 28 |                           | Giulio Musitelli                    | Ferrari 166MM                     | 8 |
| Nicht klassiert |       |    |                           |                                     |                                   |   |
| 22              | S 3.0 | 56 |                           | Paolo Gravina                       | Fiat 8V                           | 8 |
| Ausgefallen     |       |    |                           |                                     |                                   |   |
| 23              | S 750 | 10 | Anna Maria Peduzzi        | Anna Maria Peduzzi                  | Fiat Stanguellini 750 Sport       |   |
| 24              | S 3.0 | 24 | Scuderia Lancia           | Giovanni Bracco                     | Lancia D20                        |   |
| 25              | P 2.0 | 44 |                           | Luigi Piotti                        | Ferrari 166MM                     |   |
| 26              | S 750 | 46 |                           | Guido Garufi                        | Cisitalia 202                     |   |
| 27              | S 3.0 | 52 | Eugenio Castellotti       | Eugenio Castellotti                 | Ferrari 225S                      |   |
| 28              | S 3.0 | 58 | Frazer Nash               | Franco Cortese                      | Frazer Nash Le Mans Replica Mk.II |   |
| 29              | S 3.0 | 82 | Piero Scotti              | Piero Scotti Giulio Contini         | Ferrari 250MM                     |   |
| 30              | S 3.0 | 84 | Scuderia Lancia           | Piero Taruffi                       | Lancia D20                        |   |
| 31              | S 3.0 | 92 | Pietro Palmieri           | Pietro Palmieri                     | Ferrari 250MM                     |   |
| 32              | S 2.0 | 94 | Franco Bordoni            | Salvatore Casella                   | Gordini Type 20S                  |   |
| 33              | S 750 | 96 |                           | Francesco Bruni                     | Cisitalia 202                     |   |
| 34              | S 750 | 2  |                           | Sergio Sighinolfi                   | Nardi Danese                      |   |
| 35              |       | 4  |                           | Giuseppe Schermi                    | Zagato                            |   |
| 36              |       | 6  |                           | Francesco Sartarelli                | Fiat Siata                        |   |
| 37              | S 750 | 12 |                           | Angelo Orlando                      | Fiat 500C                         |   |
| 38              | S 3.0 | 20 | Scuderia Lancia           | Robert Manzon                       | Lancia Aurelia B20                |   |
| 39              | S 2.0 | 40 | Officine Alfieri Maserati | Juan Manuel Fangio                  | Maserati A6GCS                    |   |
| 40              |       | 42 |                           | Ignazio Consiglio                   | Siata                             |   |
| 41              | S 750 | 54 |                           | Domenico Rotolo                     | Nardi Danese                      |   |
| 42              |       | 60 |                           | Antonio Picone                      | Volpini                           |   |
| 43              | S 2.0 | 74 | Francesco Siracusa        | Francesco Siracusa                  | Fiat Stanguellini 1100 Sport      |   |
| 44              | S 3.0 | 88 |                           | Enrico Anselmi                      | Lancia Aurelia B20                |   |
| Nicht gestartet |       |    |                           |                                     |                                   |   |
| 45              | S 3.0 | 30 | Scuderia Lancia           | Felice Bonetto                      | Lancia D20                        | 1 |
| 46              | S 2.0 | 18 |                           | Agostino Bignami                    | Fiat Stanguellini 1100 Sport      | 2 |

1 Kollision mit Bignami vor dem Start
2 Kollision mit Bonetto vor dem Start

### Nur in der Meldeliste
Zu diesem Rennen sind keine weiteren Meldungen bekannt.

### Klassensieger
| Klasse | Fahrer           | Fahrzeug       | Platzierung im Gesamtklassement |
| ------ | ---------------- | -------------- | ------------------------------- |
| S 3.0  | Umberto Maglioli | Lancia D20     | Gesamtsieg                      |
| S 2.0  | Emilio Giletti   | Maserati A6GCS | Rang 2                          |
| S 750  | Mario Piccolo    | Nardi Danese   | Rang 14                         |

### Renndaten
- Gemeldet: 46
- Gestartet: 44
- Gewertet: 21
- Rennklassen: 3
- Zuschauer: unbekannt
- Wetter am Renntag: warm und trocken
- Streckenlänge: 72,000 km
- Fahrzeit des Siegerteams: 7:08:35,800 Stunden
- Gesamtrunden des Siegerteams: 8
- Gesamtdistanz des Siegerteams: 576,000 km
- Siegerschnitt: 80,635 km/h
- Schnellste Trainingszeit: unbekannt
- Schnellste Rennrunde: Piero Taruffi - Lancia D20 (#84) – 49:37.000 = 87,067 km/h
- Rennserie: zählte zu keiner Rennserie